# 伊金霍洛旗
伊金霍洛旗为中国内蒙古自治区鄂尔多斯市下辖的旗。伊金霍洛旗位于内蒙古西南部，鄂尔多斯市中南部，处内蒙古、陕西二省区交界处，东西长120公里，南北宽61公里。辖境东与准格尔旗、陕西省府谷县接壤，西与乌审旗、杭锦旗毗邻，北与鄂尔多斯市东胜区和康巴什區交界，南隔红碱淖与陕西省神木县相望。旗政府驻阿勒腾席热镇。

## 歷史
因該地有祭祀成吉思汗的“八白室”（今称成吉思汗陵）而得名，“伊金霍洛”意为“圣主的苑囿”，而蒙古族傳統上稱成吉思汗為“聖主”。
旗境在汉代分属西河、朔方等郡。唐时由榆林等郡管辖。元设西夏中兴等路，后属东胜、云内二州。明中後期，鄂爾多斯部在境內遊牧。清顺治年间，设鄂尔多斯左翼中旗（俗名郡王旗），乾隆後增置鄂尔多斯右翼前末旗（俗名札萨克旗）。民初，将伊克昭盟各旗划归绥远。中華人民共和國成立後，1958年11月5日经国务院82次会议批准，將二者合併暂称“札郡旗”。1959年1月15日，经内蒙古自治区人民政府批准，正式改为今名。旗驻地原设在新街镇，1964年7月1日迁往阿勒腾席热镇。2001年随着撤盟改市，归属鄂尔多斯市。

## 地理
伊金霍洛旗辖域总面积为5,600平方公里。轄區內屬鄂爾多斯高原，包括毛烏素沙地的東北部，因伊金霍洛高原知名。

## 行政区划
伊金霍洛旗下辖7个镇：
阿勒腾席热镇、札萨克镇、乌兰木伦镇、纳林陶亥镇、苏布尔嘎镇、红庆河镇、伊金霍洛镇和鄂尔多斯江苏工业园区。

## 人口
根據第七次人口普查數據，截至2020年11月1日零時，伊金霍洛旗常住人口為247983人。
总人口159,752人（2009年），其中乡村人口65,712人。居民中，城镇人口多于乡村人口，以汉族居多。
伊金霍洛旗境内的汉语方言主要属于晋语大包片。

## 經濟
伊金霍洛旗为内蒙古极具实力的县旗，其综合竞争能力2010年位居全国百强县（市）的第37位。2009年，地区生产总值393.4876亿元（折合57.6032亿美元），居内蒙古县(市)旗的第二位；人均GDP为241,034元（合35,285美元），居第一位。

## 交通
該地於中國經濟開放後，興建多條公路，為交通運輸中心。
- 210国道过境。